# يولندا حديد
 يولندا حديد (بالهولندية: Yolanda Hadid)‏ من مواليد 11 يناير 1964. هي شخصية تلفيزيونية ومصممة أزياء وعارضة أزياء سابقة هولندية أمريكية.
كانت زوجة سابقة للمطور العقاري الأردني الأمريكي محمد أنور حديد.

## وصلات خارجية
- يولندا حديد على موقع IMDb (الإنجليزية)
- يولندا حديد على موقع قاعدة بيانات الفيلم (الإنجليزية)